# 岸八哥
岸八哥（学名：Acridotheres ginginianus）为椋鸟科八哥属的鸟类。分布于南亞的北部等地，多生活於河岸。